# Новый институционализм (социология)
Новый институционализм (также неоинституционализм) — подход к изучению институтов, который фокусируется на ограничивающем и стимулирующем влиянии формальных и неформальных правил на поведение индивидов и групп. Он традиционно охватывает три основных направления: социологический институционализм, институционализм рационального выбора и исторический институционализм. Новый институционализм был сформулирован в работе социолога Джона В. Мейера, опубликованной в 1977 году.

## История
Изучение институтов и их взаимодействия было в центре внимания академических исследований в течение многих лет. В конце 19-го и начале 20-го века социальные теоретики начали систематизировать этот корпус литературы. Одним из наиболее ярких примеров этого стала работа немецкого экономиста и социального теоретика Макса Вебера. Вебер сосредоточился на организационной структуре (т. е. бюрократии) в обществе и институционализации, возникающей под влиянием «железной клетки», которую создают организационные бюрократии. В Великобритании и США изучение политических институтов доминировало в политологии до 1950-х годов. Этот подход, иногда называемый «старым» институционализмом, был сосредоточен на анализе формальных институтов правительства и государства в сравнительной перспективе. За ним последовала бихевиоралистская революция, которая принесла новые перспективы в анализ политики, такие как позитивизм, теория рационального выбора и бихевиоризм, и узкий фокус на институтах был отброшен, поскольку он переместился на анализ людей, а не институтов, которые их окружали. Новый институционализм был реакцией на бихевиоралистскую революцию.
Институционализм пережил значительное возрождение в 1977 году с двумя статьями Джона В. Мейера и Брайана Роуэна с одной стороны и Линн Цукер с другой. Пересмотренная формулировка институционализма, предложенная в этих статьях, побудила к значительному изменению способа проведения институционального анализа. Последующие исследования на эту тему стали относить к «новому» институционализму — концепции, которую в академической литературе обычно упоминают как «неоинституционализм». Ещё одна значительная переформулировка произошла с работой Пола Димаджио и Уолтера В. Пауэлла об изоморфизме. Общим для всех трёх статей было то, что они объясняли практику организаций не с точки зрения эффективности и результативности, а с точки зрения легитимности. Функции организации не обязательно отражали рациональные или оптимальные цели, а вместо этого были мифами, церемониями и сценариями, которые имели вид рациональности.
Последующее десятилетие ознаменовалось бумом литературы о новом институционализме во многих дисциплинах, включая те, что находятся за пределами социальных наук. Примеры таких работ можно найти в антологии Ди Маджио и Пауэлла 1991 года в области социологии. В экономике известным примером является работа Дугласа Норта, удостоенная Нобелевской премии.
В более поздних работах авторы начали подчёркивать множественные конкурирующие институциональные логики, фокусируясь на более разнородных источниках разнообразия в пределах областей и институциональной укоренённости технических соображений. Концепция логики обычно относится к более широким культурным убеждениям и правилам, которые структурируют познание и направляют принятие решений в той или иной области. На уровне институтов логика может сосредоточить внимание ключевых лиц, принимающих решения, на ограниченном наборе проблем и решений, приводя к логически последовательным выводам, которые укрепляют существующие организационные идентичности и стратегии. В соответствии с новым институционализмом теория системы социальных правил подчёркивает, что конкретные институты и их организационные реализации глубоко укоренены в культурной, социальной и политической среде и что конкретные структуры и практики часто являются как отражением, так и ответами на правила, законы, конвенции, парадигмы, встроенные в более широкую среду.

### Старый институционализм
Кэтлин Телен и Свен Стейнмо противопоставляют новый институционализм «старому», который был в подавляющем большинстве сосредоточен на подробных описаниях институтов, с небольшим акцентом на сравнительном анализе. Таким образом, старый институционализм был бесполезен для сравнительных исследований и объяснительной теории. Старый институционализм начал рушиться, когда учёные всё больше подчёркивали, что формальные правила и административные структуры институтов описывают поведение субъектов и результаты политики не очно.

### Определение института
Среди теоретиков нового институционализма нет согласия касательно определения института. Матс Альвессон и Андре Спайсер писали в 2018 году, что стало «трудно прийти к согласию относительно того, чем не является институт, потому что институты стали всем... Когда термину институт даётся определение, это делается в общих чертах и неопределённо».

## Разнообразие научных исследований
К новому институционализму относят многочисленные научные подходы. Среди них:
- Социологический институционализм[англ.]
- Новая институциональная экономика
- Институционализм рационального выбора[англ.]
- Исторический институционализм
- Дискурсивный институционализм
- Конструктивистский институционализм
- Феминистский институционализм[англ.]

## Дальнейшее чтение
- Berger, Peter L.; Luckmann (1966), The Social Construction of Reality, New York: Doubleday.
- Chappell, Louise (June 2006). Comparing political institutions: revealing the gendered 'logic of appropriateness'. Politics & Gender. 2 (2): 223–35. doi:10.1017/S1743923X06221044. S2CID 145811736.
- DiMaggio, Paul J.; Powell, Walter W. (April 1983). The iron cage revisited: institutional isomorphism and collective rationality in organizational fields. American Sociological Review. 48 (2): 147–60. doi:10.2307/2095101. JSTOR 2095101.
- ———; Powell, Walter W., eds. (1991), The New Institutionalism in Organizational Analysis, Chicago: University of Chicago Press, pp. 1–38.
- Friedland, Roger; Alford, Robert R. (1991). Powell, Walter W.; DiMaggio, Paul J. (eds.). Bringing Society Back In: Symbols, Practices, and Institutional Contradictions. The New Institutionalism in Organizational Analysis: 232–63.
- Jepperson, Ronald L. (1991), Institutions, Institutional Effects, and Institutionalism, in Powell, Walter W.; DiMaggio, Paul J (eds.), The New Institutionalism in Organizational Analysis, Chicago: University of Chicago Press, pp. 143–63.
- Krücken, Georg; Drori, Gili S., eds. (2009), World Society: The Writings of John W. Meyer, Oxford: University Press, ISBN 9780199593439.
- Krücken, Georg; Mazza, Carmelo; Meyer, Renate; Walgenbach, Peter, eds. (2017), New Themes in Institutional Analysis. Topics and Issues from European Research, Cheltenham: Edward Elgar, ISBN 9781784716868.
- Lounsbury, Michael (2001). Institutional Sources of Practice Variation: Staffing College and University Recycling Programs. Administrative Science Quarterly. 46 (1): 29–56. doi:10.2307/2667124. JSTOR 2667124. S2CID 145613530.
- ——— (April 2007). A tale of two cities: competing logics and practice variation in the professionalizing of mutual funds. Academy of Management Journal. 50 (2): 289–307. doi:10.5465/AMJ.2007.24634436. S2CID 67820131.
- March, James G.; Olsen, Johan P. (1989). Rediscovering Institutions. The Organizational Basis of Politics. New York: The Free Press (also Italian, Japanese, Polish and Spanish (Mexico) editions).
- Meyer, Heinz-Dieter and Brian Rowan, 2006. The New Institutionalism in Education. Albany, NY: SUNY Press.
- Meyer, John W.; Rowan, Brian (1991), Institutionalized Organizations: Formal Structure as Myth and Ceremony, in Powell, W.; DiMaggio, P. (eds.), The New Institutionalism in Organizational Analysis, Chicago, IL: University of Chicago Press.
- ———; Rowan, Brian (September 1977). Institutionalized organizations: formal structure as myth and ceremony. American Journal of Sociology. 83 (2): 340–63. doi:10.1086/226550. JSTOR 2778293. S2CID 141398636.
- Nicita, Antonio; Vatiero, Massimiliano (July 2007). The contract and the market: towards a broader notion of transaction? (PDF). Studi e Note di Economia. 12 (1): 7–22. doi:10.2139/ssrn.2473437. S2CID 166964883. Архивировано (PDF) 27 сентября 2011.
- Ocasio, William (July 1997). Towards An Attention‐Based View of The Firm. Strategic Management Journal. 18 (S1): 187–206. doi:10.1002/(sici)1097-0266(199707)18:1+<187::aid-smj936>3.3.co;2-b. ISSN 0143-2095. S2CID 221895930.
- Parto, Saeed. 2003. Economic Activity and Institutions, Economics Working Paper Archive at WUSTL.
- Powell, W.W. (2007). The New Institutionalism. The International Encyclopedia of Organization Studies. Thousand Oaks, CA: Sage.
- Scott, Richard W. 2001. Institutions and Organizations, 2nd ed.  Thousand Oaks: Sage Publications.
- Scott, Richard W. Institutional change and healthcare organizations : from professional dominance to managed care / Richard W. Scott, M. Ruef, P. Mendel … [и др.]. — Chicago : University of Chicago Press, 2000. — ISBN 978-0-22674309-7.
- Thornton, Patricia H. (February 2002). The rise of the corporation in a craft industry: conflict and conformity in institutional logics. Academy of Management Journal. 45 (1): 81–101. doi:10.2307/3069286. JSTOR 3069286.
- Thornton, Patricia H. Markets from culture : institutional logics and organizational decisions in higher education publishing. — Stanford, CA : Stanford Business Books, 2004. — ISBN 978-0-80474021-0.